# Actéon (Charpentier)
Actéon (título original en francés; en español, Acteón) es una Pastorale en forma de tragédie en musique en miniatura, en seis escenas, con música de Marc-Antoine Charpentier, Opus H 481, basada en un mito griego.
Es muy improbable que esta ópera se escribiera para representarse en el Hôtel de Guise, la residencia palaciega parisina de María de Lorena, duquesa de Guisa, la protectora de Charpentier. (La obra fue copiada en un libro de notas con numeración romana, lo que sugiere con fuerza que fue un encargo externo; y la distribución en conjunto y los instrumentos no casan con el conjunto que tenían los Guisa en aquella época.) Aunque el patrón y el lugar de la representaciónsiguen desconociéndose, la fecha puede determinarse con notable precisión: la temporada de caza de primavera del año 1684. Más tarde aquel año (presumiblemente para la temporada de caza de otoño) fue revisada para cambiar el rol titular de un haute-contre (quizás originalmente cantado por Charpentier) a soprano, y fue entonces cuando se rebautizó como Actéon changé en biche.
Se desconoce quién escribió el libreto en francés, sin embargo la trama se basa en una vieja historia de Ovidio en Las metamorfosis. 
Actualmente es muy poco representada; en las estadísticas de Operabase aparece con solo 2 representaciones en el período 2005-2010, siendo la primera de M Charpentier.
El 21 de diciembre de 2019 se registró una representación en la provincia de Mendoza, Argentina.
Dicha representación fue realizada por el Coro de la Facultad de Ciencias Médicas de la UNCuyo,  un ensamble con instrumentistas especialistas en música antigua, puesta en escena del Maestro Felipe Hirschfeldt y Federico Ortega Oliveras, y dirección musical de Pedro Garabán.